# Traci Lords
Traci Elizabeth Lords (født Nora Louise Kuzma, 7. maj 1968) er en amerikansk skuespiller, sanger og tidligere pornostjerne, i dag bedst kendt for sine roller i mainstreamfilmene Cry Baby (1990), Blade (1998) og Zack and Miri Make a Porno (2008). Mest kendt blev hun dog i midten af 80’erne, da det blev kendt, at hun ved hjælp af falsk ID-kort havde skaffet sig adgang til pornobranchen som blot 16-årig. Faktisk endte hendes karriere her, blot to dage efter at hun fyldte 18 år.

## Udvalgt filmografi
- Perfect fit (1985) (dansk titel "Polterabend med puttepigerne")
- Breaking it... a story about virgins (1985) (dansk titel "Første stik")
- Dream lover (1986) (dansk titel "Drømme-elskov")
- Not of This Earth (1988)
- Cry Baby (1990)
- Blade (1998)
- Zack and Miri Make a Porno (2008)